# Memories (Boef)
Memories is een lied van de Algerijns-Franse rapper Boef. Het werd in 2020 als single uitgebracht.

## Achtergrond
Memories is geschreven door Ricardo de Rooy en Sofiane Boussaadia en geproduceerd door Reverse. Het is een lied uit het genre nederhop. In het lied blikt de liedverteller terug op zijn verleden en beschrijft hij de plek waar hij is opgegroeid en zijn route naar succes. In de bijbehorende muziekvideo is de rapper te zien die zijn vader bezoekt in zijn geboorteplaats Aubervilliers. De videoclip is geregisseerd door Teemong. De single heeft in Nederland de gouden status.

## Hitnoteringen
De rapper had verschillend succes met het lied in de hitlijsten van het Nederlands taalgebied. Het piekte op de vierde plaats van de Single Top 100 en stond zeven weken in deze hitlijst. Er was geen notering in de Vlaamse Ultratop 50, maar het kwam tot de vierde plaats van de Ultratip 100. Ook de Nederlandse Top 40 werd niet bereikt; hier kwam het tot de achtste plaats van de Tipparade.